# جوزيف ريستاني
جوزيف ريستاني (بالإنجليزية: Joseph Restani)‏ هو لاعب كرة قدم أمريكي، ولد في 1997 في إلك غروفي في الولايات المتحدة. لعب مع Saint Mary's Gaels men's soccer ‏.